# 相沢紗世
相沢 紗世（あいざわ さよ、1978年〈昭和53年〉7月24日 - ）は、日本の女性ファッションモデル。広島県広島市出身。

## 略歴
広島市立吉島中学校、広島市立広島商業高等学校卒業。
高校時代に地元でスカウトされた。1998年にクラリオンガールに選出。その後ファッション雑誌『ViVi』（講談社）の専属モデルとして活動。2006年より、『CLASSY.』（光文社）にて表紙モデルを務めていた。『MISS』（世界文化社）、『BAILA』（集英社）ほか、CMやドラマにも出演している。
2006年に発売されたDVD『リトル・マーメイド プラチナ・エディション』の発売を記念して、アリエルのイメージにぴったりの女性として選ばれた。
2009年8月7日、NHKが企画した平和プロジェクト番組「ノーモア・ヒバクシャ 〜核兵器のない世界を目指して〜」に被爆3世であることを明らかにして出演。祖父は原爆投下時に現在の西区横川町にいた。直接爆風を受けなかったが遺体を運ぶなど、その後2週間にわたる作業で残留放射線を浴びたという。
2015年9月上旬に第1子となる女児を出産。同月下旬にプロ野球選手の中島宏之と結婚。
2018年2月に第2子となる男児を出産。

## 人物
- 趣味：ドライブ、温泉、映画鑑賞、散歩、旅行、マッサージ[3]
- 特技：ピアノ[3]

## 出演

### 雑誌
- ViVi
- CLASSY.
- MISS
- BAILA
- STORY - 2013年8月号より
- GOLD - 2013年11月号より

### 書籍
- InRed特別編集 スカーフの巻き方（宝島社、2013年2月22日発行）ISBN 9784800208088

### テレビドラマ
- 法医学教室の事件ファイル 第7作　(1998年) - 野口真琴(学生) 役
- サトラレ（テレビ朝日系、2002年） - 看護師 役
- はるか17（テレビ朝日系、2005年） - 長谷川菜々子 役
- サプリ 第2話（フジテレビ系、2006年） - 香月ミカ 役
- どんど晴れ（NHK連続テレビ小説、2007年） - 藤村香織 役
- 再会（フジテレビ系、2012年） - 青木琴乃 役

### 映画
- Believer（2004年） - 美由紀役

### ドキュメンタリー
- ノーモア・ヒバクシャ 〜核兵器のない世界を目指して〜（NHK総合、2009年8月7日）
- 旅RUN（RKB制作、TBS、2009年9月21日）
- NHK海外ネットワーク（NHK総合、2010年4月17日）
- ローマを夢見たアンコールワット 東南アジア最大覇権王朝の栄光と真実〜すべての道はアンコールに通ず〜（BS-TBS、2011年1月1日・1月2日、番組サポーター）
- アフリカ 生命のゆりかご（BS-TBS、2012年1月1日・1月2日、番組リポーター）

### バラエティ
- ぶらぶら美術・博物館（BS日テレ、2010年4月6日 - 2014年1月10日）
- 人生が変わる1分間の深イイ話（日本テレビ、2011年7月11日）
- 東京上級デート（テレビ朝日、2013年3月13日）＃47　新宿 末広通り

### CM・広告など
- 日本経済新聞（細川茂樹と共演・2003年）
- 丸井（玉木宏・吹石一恵と共演）
- ロッテ 「ミントブルー」
- 日本航空 JALバーゲンフェア（藤原紀香と共演）
- ユニクロ ニュースのある服
- HONDA 「ライフ・ディーバ」（2005年）
- ジョンソン・エンド・ジョンソン 「ワンデー アキュビュー ディファイン」（2006年 - 2007年）
- 明治製菓 「ぷぷるん」相沢さんとぷぷるん君篇、トリップ篇、「Meltykiss　2004・2005・2008・2009・2010」、「フラン」（蛯原友里と共演・2006年 - ）
- 東急スポーツオアシス フィットネスクラブ、イメージガール（2007年）
- 資生堂 「シノアドア」、「TSUBAKI」（2006年）
- 宝酒造 「果実きわだつチューハイ」
- コカ・コーラ 「爽健美茶」（上原多香子・長谷川潤と共演）（2007年）
- KDDI/沖縄セルラー電話 （au）「au Shopping Mall」（2007年）、「au Smart Sports」（2008年 - ）
- 株式会社メイツ（2006年 - ）
- ワシントングループホテルズ イメージキャラクター（2007年 - ） ※ワシントンホテル (藤田観光)、ワシントンホテルプラザ共通
- サントリー ジョッキのみごたえ辛口<生>（2010年） - 火曜日篇、夏もお疲れちゃん篇
- 朝日新聞 広告特集「キラキラ♥輝きはじめよう。」（2011年5月30日付夕刊）
- 朝日新聞 特集「言葉超え 被爆伝え」　『私たちの世代が 語り継ぐ』（2011年9月21日付）

## 受賞
- 第2回パーカッシオ美脚大賞 20代部門（2004年）[10]